# Хропотівська сільська рада
Хропотівська сільська́ ра́да — колишня адміністративно-територіальна одиниця та орган місцевого самоврядування в Чемеровецькому районі Хмельницької області. Адміністративний центр — село Хропотова. Ліквідовано у 2016 році.

## Загальні відомості
- Територія ради: 3,208 км²
- Населення ради: 925 осіб (станом на 2001 рік)
- Територією ради протікає річка Муха

## Населені пункти
Сільській раді підпорядковані населені пункти:
- с. Хропотова

## Склад ради
Рада складається з 16 депутатів та голови.
- Голова ради: Мукосій Любов Василівна
- Секретар ради: Пагор Євгена Василівна

### Керівний склад попередніх скликань
| Прізвище, ім'я, по батькові | Основні відомості                                                               | Дата обрання | Дата звільнення |
| --------------------------- | ------------------------------------------------------------------------------- | ------------ | --------------- |
| Ромах Іван Олексійович      | Сільський голова, 1951 року народження, безпартійний                            | 26.03.2006   | 31.10.2010      |
| Мукосій Любов Василівна     | Сільський голова, 1964 року народження, освіта середня спеціальна, позапартійна | 31.10.2010   |                 |

Примітка: таблиця складена за даними сайту Верховної Ради України

### Депутати
За результатами місцевих виборів 2010 року депутатами ради стали:

#### За суб'єктами висування
| Суб'єкт висування | Кількість обраних депутатів | %   |
| ----------------- | --------------------------- | --- |
| Самовисування     | 16                          | 100 |

#### За округами
| № округу | Прізвище, ім'я, по батькові       | Дата визнання обраним | Освіта             | Партійна приналежність | Відомості про обраного депутата                                                                                               |
| -------- | --------------------------------- | --------------------- | ------------------ | ---------------------- | --- |
| 1        | Шклярук Ігор Миколайович          | 04.11.2010            | середня            | позапартійний          | ТОВ «Поділля — Агро груп», шофер                                                                                              |
| 2        | Короташ Сергій Михайлович         | 04.11.2010            | вища               | позапартійний          | тимчасово не працює |
| 3        | Стецюк Оксана Анатоліївна         | 04.11.2010            | середня спеціальна | позапартійна           | Територіальний центр надання соціальних послуг населення Чемеровецької районної державної адміністрації, соціальний працівник |
| 4        | Федин Роман Васильович            | 04.11.2010            | вища               | позапартійний          | Кам'янець-Подільський міський суд, судовий розпорядник                                                                        |
| 5        | Дмитрів Михайло Павлович          | 04.11.2010            | вища               | позапартійний          | |
| 6        | Пагор Віктор Васильович           | 04.11.2010            | середня            | позапартійний          | ТОВ «Поділля — Агро груп», механізатор                                                                                        |
| 7        | Пагор Євгена Василівна            | 04.11.2010            | середня спеціальна | позапартійна           | Хропотівська сільська рада, секретар                                                                                          |
| 8        | Степчук Василь Володимирович      | 04.11.2010            | середня            | позапартійний          | пенсіонер |
| 9        | Лук'янов Віталій Володимирович    | 04.11.2010            | середня спеціальна | позапартійний          | ТОВ «Поділля — Агро груп», інженер                                                                                            |
| 10       | Бобровська Галина Станіславівна   | 04.11.2010            | вища               | позапартійна           | Хропотівське НВО І-ІІ ст., директор                                                                                           |
| 11       | Комендатська Марина Володимирівна | 04.11.2010            | вища               | позапартійна           | Хропотівське НВО І-ІІ ст., педагог-організатор                                                                                |
| 12       | Свідер Софія Олексіївна           | 04.11.2010            | середня спеціальна | позапартійна           | Хропотівське відділення зв'язку № 2, листоноша                                                                                |
| 13       | Пагор Людмила Василівна           | 04.11.2010            | середня            | позапартійна           | Магазин «Меркурій», продавець                                                                                                 |
| 14       | Богдан Олександр Євгенович        | 04.11.2010            | середня спеціальна | позапартійний          | ТОВ «Поділля — Агро груп», ветлікар                                                                                           |
| 15       | Пагор Руслан Степанович           | 04.11.2010            | вища               | позапартійний          | Хропотівська сільська рада, землевпорядник                                                                                    |
| 16       | Шеремета Микола Григорович        | 04.11.2010            | вища               | позапартійний          | ТОВ «Поділля — Агро груп», старший охоронець                                                                                  |